# 阿南友亮
阿南友亮（1972年—）是一名日本的政治學家，東北大學大学院法學研究科・法學部教授。

## 簡歷
出身於東京都，由於父親擔任外交官的關係，小学5年級到中学2年級的時在中華人民共和国生活。
畢業於慶應義塾大學法学部，同大学院法学研究科博士課程單位取得退學。2010年從慶大取得法學博士。
2003年擔任東京成德大學講師。2011年擔任東北大學大学院法学研究科准教授、2014年升任教授。2017年開始兼任同大学公共政策大学院院長。
2018年，以『中国はなぜ軍拡を続けるのか』獲得三得利學藝獎。

## 著書

### 單書
- 『中国革命と軍隊』（慶應義塾大学出版会, 2012年）
- 『中国はなぜ軍拡を続けるのか』（新潮選書, 2017年）

## 家族
- 祖父是元陸軍大臣阿南惟幾，父親是曾任日本駐中國大使的阿南惟茂[3]。母親則是美裔歷史學者阿南史代。